# Liste der denkmalgeschützten Objekte in Atzbach (Oberösterreich)
Die Liste der denkmalgeschützten Objekte in Atzbach enthält die 7 denkmalgeschützten, unbeweglichen Objekte der Gemeinde Atzbach (Oberösterreich).

## Denkmäler
| Foto |                 | Denkmal                                                                         | Standort                                   | Beschreibung | Metadaten |
| ---- | --------------- | ------------------------------------------------------------------------------- | ------------------------------------------ | --- | --- |
| ja   | Datei hochladen | Schloss Aigen HERIS-ID: 37566 Objekt-ID: 36774                                  | Aigen 1 Standort KG: Atzbach               | Ein um 1600 errichtetes zweigeschoßiges, hakenförmiges Schlossgebäude, das sich in privatem Besitz befindet. | BDA-Hist.: Q14545084 Status: Bescheid Stand der BDA-Liste: 2025-06-30 Name: Schloss Aigen GstNr.: .192/1 Schloss Aigen, Atzbach                                                       |
| ja   | Datei hochladen | Friedhof mit Mauer und Torbau HERIS-ID: 67070 Objekt-ID: 80007                  | bei Am Ortsplatz 1 Standort KG: Atzbach    | Der Friedhof wurde um die Kirche angelegt. Südlich der Kirche vermittelt ein mit einer Kuppel bekrönter Torbau mit einem schmiedeeisernen Gittertor (um 1740) den Zugang. | BDA-Hist.: Q38115428 Status: § 2a Stand der BDA-Liste: 2025-06-30 Name: Friedhof mit Mauer und Torbau GstNr.: 1060/1                                                                  |
| ja   | Datei hochladen | Kath. Pfarrkirche Mariä Geburt HERIS-ID: 52029 Objekt-ID: 58000                 | neben Am Ortsplatz 1 Standort KG: Atzbach  | Einschiffige gotische Kirche aus der 2. Hälfte des 15. Jahrhunderts. In den Jahren 1697 bis 1700 erfolgte ein Barockisierung nach den Plänen von Carlo Antonio Carlone. | BDA-Hist.: Q25354388 Status: § 2a Stand der BDA-Liste: 2025-06-30 Name: Kath. Pfarrkirche Mariä Geburt GstNr.: .135, 1060/1 Pfarrkirche Atzbach, Oberösterreich                       |
| ja   | Datei hochladen | Pfarrhof HERIS-ID: 67069 Objekt-ID: 80006                                       | Am Ortsplatz 1 Standort KG: Atzbach        | Ein im Kern spätgotischer Bau. Am Wirtschaftsgebäude Wappen des Pfarrers Balthasar Gleisser (mit 1658 datiert). | BDA-Hist.: Q38115421 Status: § 2a Stand der BDA-Liste: 2025-06-30 Name: Pfarrhof GstNr.: .123/1                                                                                       |
| ja   | Datei hochladen | Kapelle hl. Maria, Auersperg’sche Gruftkapelle HERIS-ID: 38015 Objekt-ID: 37512 | Köppach Standort KG: Atzbach               | Der weithin sichtbare Zentralbau auf einem Hügel ist eine Stiftung der Anna Magdalena Jörger aus dem 2. Drittel des 17. Jahrhunderts und gehörte ehemals zum Schloss. Der Bau ist über einem oktogonalen Grundriss errichtet und mit einem Zeltdach abgeschlossen. Auf der Nordwestseite ist ein etwas erhöhter Turm mit Pyramidendach angestellt. Die Kapelle hat segmentbogige Schallfenster, am Turm ein rechteckiges Portal. Das Erdgeschoß zeigt Quaderritzung und Rechteckfenster, das Aufsatzgeschoß Lisenen und segmentbogige Blendfenster. | BDA-Hist.: Q37978408 Status: Bescheid Stand der BDA-Liste: 2025-06-30 Name: Kapelle hl. Maria, Auersperg’sche Gruftkapelle GstNr.: .85 Kapelle hl. Maria, Auersperg´sche Gruftkapelle |
| ja   | Datei hochladen | Jakobskapelle, ehem. Schlosskapelle St. Jakob HERIS-ID: 67088 Objekt-ID: 80025  | nordöstlich Köppach 7 Standort KG: Atzbach | Die profanierte Kapelle stammt im Kern aus der 2. Hälfte des 17. Jahrhunderts und wurde 1892 neu ausgestaltet. Der schlichte Bau hat ein steiles Satteldach, der Chor im Osten ist etwas eingezogen, Langhaus und Chor haben Rechteckfenster, außen Reste von farblicher Fassadenmalerei. Im Inneren Spiegelgewölbe, westlich eingezogene hölzerne Empore vom Ende des 19. Jahrhunderts, beidseitig des segmentbogigen Triumphbogens gemauerte Mensen der ehemaligen Seitenaltäre; am Annenaltar ursprünglich eingemauerter, römischer Grabstein des L. Sapius Agrippa, der sich heute im Stadtmuseum Wels im ehemaligen Minoritenkloster befindet. Einjochiger, quadratischer Chor mit Kreuzgratgewölbe. Die dekorative Wandmalerei zeigt den Hl. Geist und die vier Evangelisten. In den geraden Chorschluss wurde eine Scheunentüre gebrochen. | BDA-Hist.: Q38115443 Status: § 57-Mandatsbescheid Stand der BDA-Liste: 2025-06-30 Name: Jakobskapelle, ehem. Schlosskapelle St. Jakob GstNr.: .95                                     |
| ja   | Datei hochladen | Ehem. Bürgerspital/Herrschaftsspital HERIS-ID: 38014 Objekt-ID: 37511           | Köppach 15 Standort KG: Atzbach            | → Hauptartikel : Schloss Köppach f1 | BDA-Hist.: Q15127706 Status: Bescheid Stand der BDA-Liste: 2025-06-30 Name: Ehem. Bürgerspital/Herrschaftsspital GstNr.: .101/2 Schloss Köppach                                       |

## Ehemalige Denkmäler
| Foto |                 | Denkmal                                              | Standort                        | Beschreibung | Metadaten |
| ---- | --------------- | ---------------------------------------------------- | ------------------------------- | --- | --- |
| ja   | Datei hochladen | Ehem. Gericht und Gefängnis Objekt-ID: 48684bis 2013 | Köppach 10 Standort KG: Atzbach | Das Gebäude stammt aus dem späten 18. Jahrhundert und besitzt einen spätbarocken Baukörper. In seiner ehemaligen Funktion als Gerichtshaus und Gefängnis hatte es eine große Bedeutung. Das Objekt steht in Gefahr, abgerissen zu werden. | BDA-Hist.: Q106681245 Status: Bescheid Stand der BDA-Liste: 2013-06-28 Name: Ehem. Gericht und Gefängnis GstNr.: .98 |